# Chilperico II de Burgundia
Chilperico II (c. 450 - 493) fue un rey de los burgundios desde c.480 hasta su muerte. Cuando murió su tío Chilperico I, le sucedieron sus sobrinos, de modo que partieron el reino con sus hermanos Godegisilo, Gundemaro II, y Gundebaldo. A él le correspondió gobernar desde Valentia Julia y a sus hermanos, respectivamente, Ginebra, Vienne, y Lyon. 

## Historia
Después de que su hermano Gundebaldo hubiese asesinado (o hecho asesinar) a su otro hermano Gundemaro (Godomar) en 486, se volvió en contra de Chilperico. En 493 Gundebaldo asesinó a Chilperico y ahogó a su esposa, Caretena, además de provocar el exilio de sus dos hijas, Chroma y Clotilde: Chroma se convirtió en monja y Clotilda huyó con su tío, Godegisilo. Cuando el rey franco Clodoveo I, pidió su mano en matrimonio, Gundobado no pudo negarse. Clodoveo y Godegisilo se aliaron entonces en contra Gundebaldo en una larga guerra civil.